# کاوشگر تصویربرداری قطبش‌سنجی اشعه ایکس
کاوشگر تصویربرداری با پرتوی ایکس (به انگلیسی: Imaging X-ray Polarimetry Explorer) که معمولاً با عنوان مخفف آی‌ایکس‌پی‌ای (IXPE) از آن یاد می‌شود، یک رصدخانه فضایی با سه تلسکوپ یکسان است که برای اندازه‌گیری قطبش پرتوهای کیهانی طراحی شده‌است. قرار است این ماهواره ۲۰۲۱ به مدار زمین ارسال شود.